# Fritz Laack
Fritz Laack (* 1. September 1900 in Berlin; † 29. August 1990 in Mülheim an der Ruhr) war ein deutscher Volkshochschullehrer und Ministerialbeamter.

## Leben und Wirken
Nach einem Studium der Politik und Staatswissenschaften, die er 1924 an der Albert-Ludwigs-Universität Freiburg mit einer Promotion zum Thema Theaterwirtschaft abschloss, wurde Laack 1925 Lehrer an der Heimvolkshochschule Rendsburg.

Nach dem Tod Robert von Erdbergs trat er ab 1929 in die Redaktion der Zeitschrift Freie Volksbildung ein, die er zusammen mit Franz Georg Angermann und Eduard Weitsch als zentrales Organ für die Erwachsenenbildung herausgab.
Von 1927 bis 1933 war er Geschäftsführer der Deutschen Schule für Volksforschung und Erwachsenenbildung in Berlin, einer Einrichtung des Hohenrodter Bundes zur Aus- und Weiterbildung der Volksbildner.
Von 1934 bis 1945 übte er eine leitende Tätigkeit in Sozial- und Verwaltungsabteilungen der chemischen Industrie aus. Er trat zum 1. Mai 1937 der NSDAP bei (Mitgliedsnummer 3.997.335) und war Mitglied in der SA und der DAF.
Von 1947 bis 1951 arbeitete er als Leiter der Heimvolkshochschule Rendsburg und von 1951 bis 1965 als Ministerialbeamter in der Landesregierung Schleswig-Holsteins.

## Werke
- Auftakt freier Erwachsenenbildung. Geschichte und Bedeutung der "Pflanzschule für tüchtige Commünevorsteher und Ständedeputierte" in Rendsburg 1842–1848, 1960 Stuttgart: Klett
- Die Rolle der Heimvolkshochschule in der Bildungsgesellschaft. Weinheim: Beltz. 1968.
- Die amerikanische Bildungswirklichkeit. Idee, Stand und Probleme der Adult Education in den USA. Köln: Verlag Wissenschaft und Politik. 1976. ISBN 3-8046-8521-8.
- Das Zwischenspiel freier Erwachsenenbildung: Hohenrodter Bund u. Dt. Schule für Volksforschung und Erwachsenenbildung in der Weimarer Epoche. Bad Heilbrunn/Obb.: Klinkhardt. 1984. ISBN 3-7815-0543-X.